# چباویه
چباویه (به لاتین: Trzebawie) یک سکونتگاه مسکونی در لهستان است که در Gmina Węgorzyno واقع شده‌است.